# Berojaya Timur
Berojaya Timur is een bestuurslaag in het regentschap Musi Banyuasin van de provincie Zuid-Sumatra, Indonesië. Berojaya Timur telt 3772 inwoners (volkstelling 2010).